# Dryadella sublata
Dryadella sublata är en orkidéart som beskrevs av Carlyle August Luer och José Portilla. Dryadella sublata ingår i släktet Dryadella och familjen orkidéer. Inga underarter finns listade i Catalogue of Life.